# Honitonská krajka

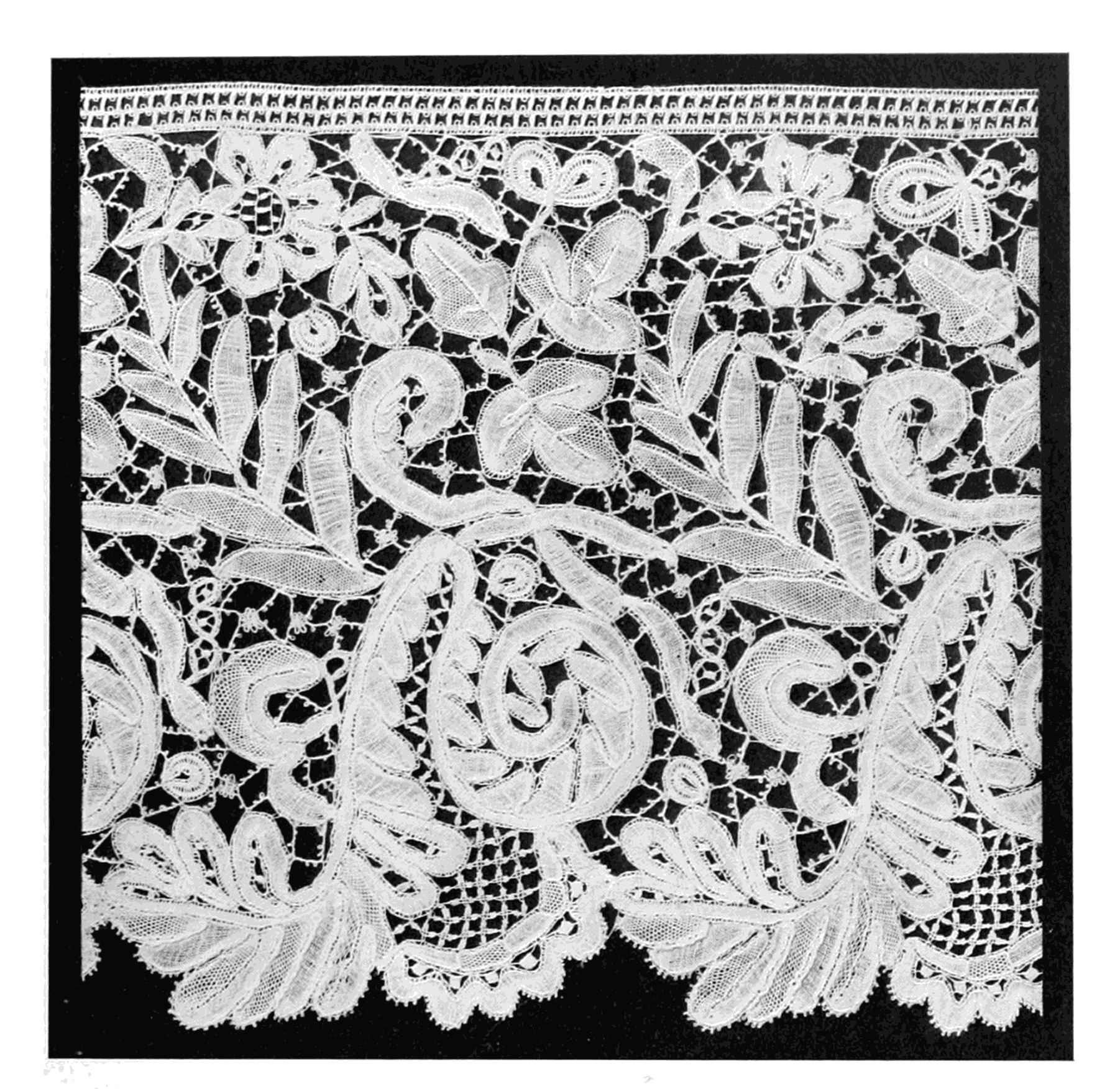
Zaručeně ručně paličkovaná („real“) honitonská krajka asi z roku 1904

Honitonská krajka je paličkovaný výrobek odvozený z bruselské krajky.
V anglickém městě Honitonu zavedli výrobu krajek pravděpodobně vlámští emigranti koncem 16. století. Nejstarší písemná zmínka o ní pochází z roku 1620. Vzory a provedení byly odvozeny od jemné, původně lněné krajky vyráběné ve Vlámsku. V průběhu 17. století se naučily paličkování také domorodé Angličanky, příze na kvalitní zboží se však dovážely z Belgie (např. v roce 1790 až za cenu 140 £/kg). Na začátku 19. století bylo v Honitonu a blízkém okolí zaznamenáno 2400 krajkářek, v té době se však začaly v Anglii vyrábět strojově (bobinet) podstatně levnější napodobeniny honitonské krajky (jako tzv. hadrová krajka), následkem toho vyrábělo v roce 1822 v Honitonu ručně paličkovanou krajku už jen asi 300 žen. K určité renezanci honitonské krajky došlo ve 2. polovině 19. století, když si královna Viktorie nechala zhotovit svatební šaty bohatě zdobené honitonskou krajkou a tak vzbudila znovu zájem o ručně vyrobenou krajku.
Komerční výroba honitonské krajky skončila však v poledních letech 19. století. V 21. století se v Honitonu udržuje krajkářská tradice v kurzech pro amatérské krajkářky a nabídkou unikátů krajek z viktoriánského období (v cenách od 15 do 1250 £) v jednom speciálním obchodě.

## Charakter a způsoby zhotovení honitonské krajky
Krajka znázorňuje převážně květy a listy mnoha druhů rostlin. Vzor se skládá zpravidla z více dílů spojených na jedné půdici nebo spojených pikotkami. Způsoby zhotovení se během asi třistaleté tradice měnily zhruba následovně:
- U starší metody paličkování (asi do 18. století) se spojovalo více buňkových půdic do jednoho motivu.
- Později se používala pásková půdice doplněná buňkovou. Páska zde tvoří abstraktní vzor, přechází z plátna do polohodu a je přerušována řadami dírek (viz Galerie).
- Krajky z 19. století jsou bez půdice, jednotlivé části vzoru jsou spojeny řetízky nebo pikotkami.[4]

## Použití
Krajka se v minulosti používala na luxusní oděvy a oděvní doplňky, např. lemování, límce, kapesníčky, svatební závoje, slunečníky. Použití na bytové doplňky je skoro neznámé.

## Galerie honitonské krajky

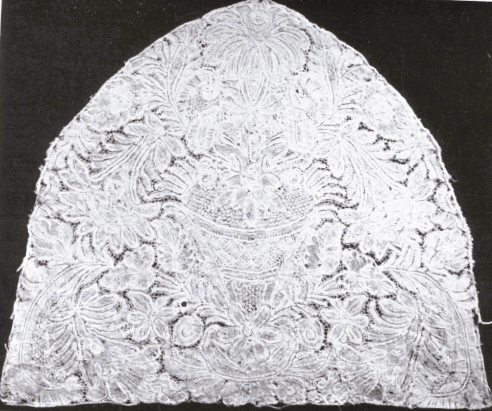
Čepec z honitonksé krajky (z přelomu 17. a 18. století)
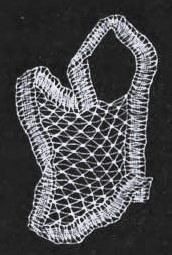
Půdice Star Ground z kombinace buněk a pásků
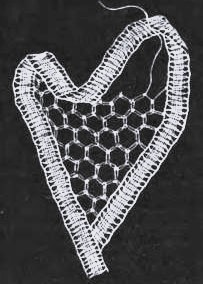
Půdice Joan Ground z kombinace buněk a pásků
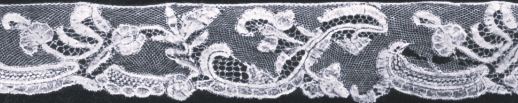
Paličkované lemování
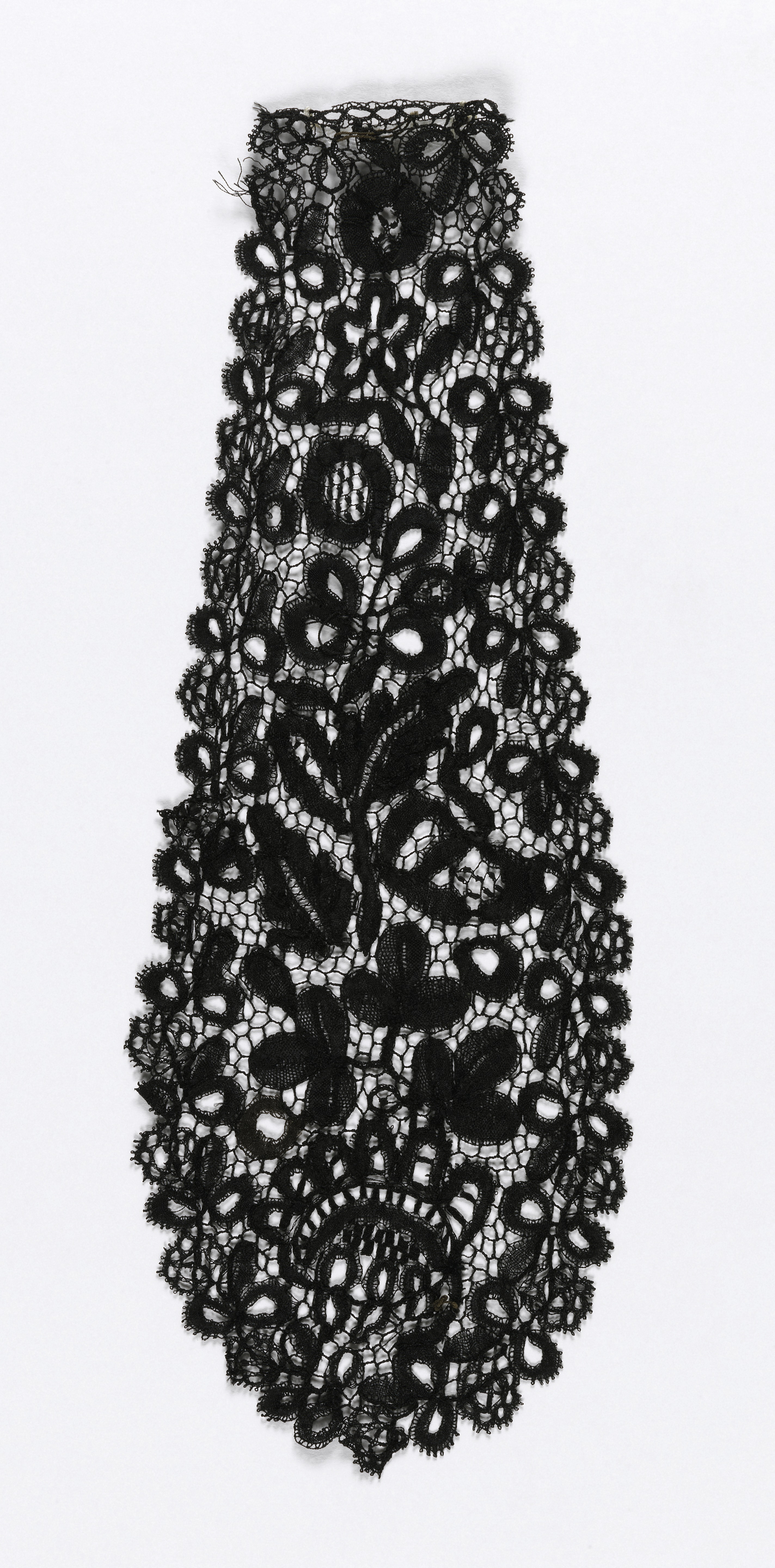
Fragment honitonské krajky z 19. století
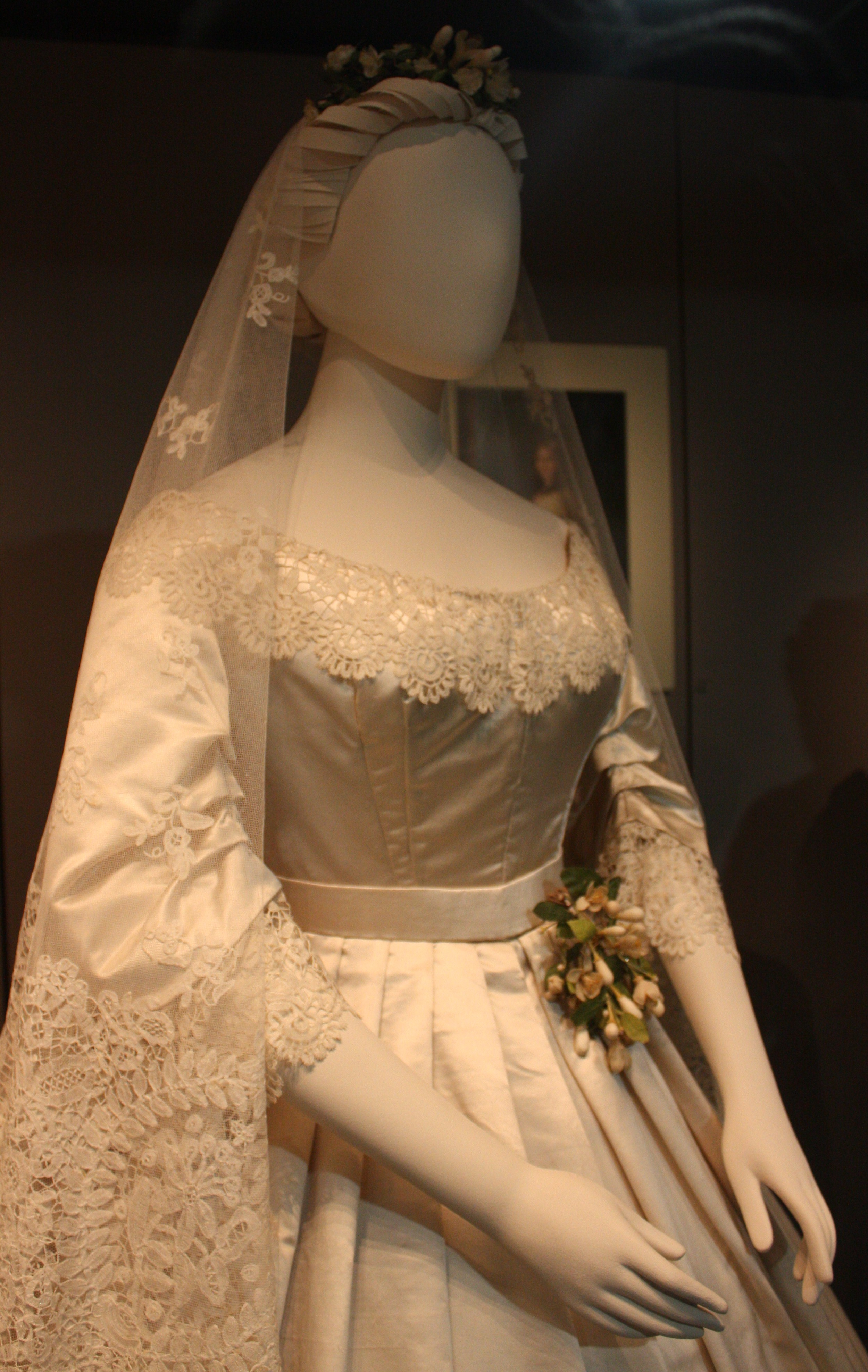
Svatební šaty zdobené honitonskou krajkou (Anglie 1865)
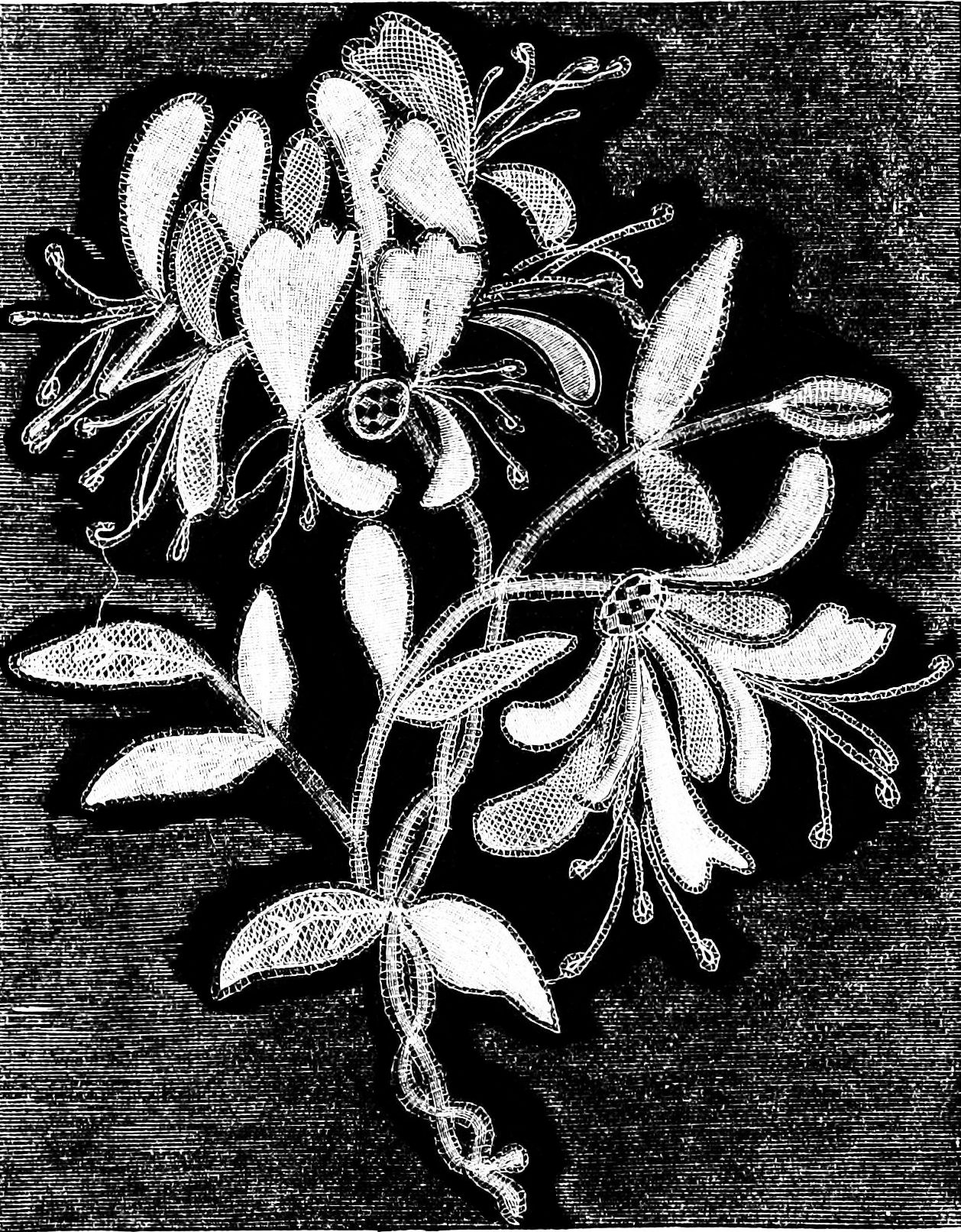
„Moderní“ honiton (1875)
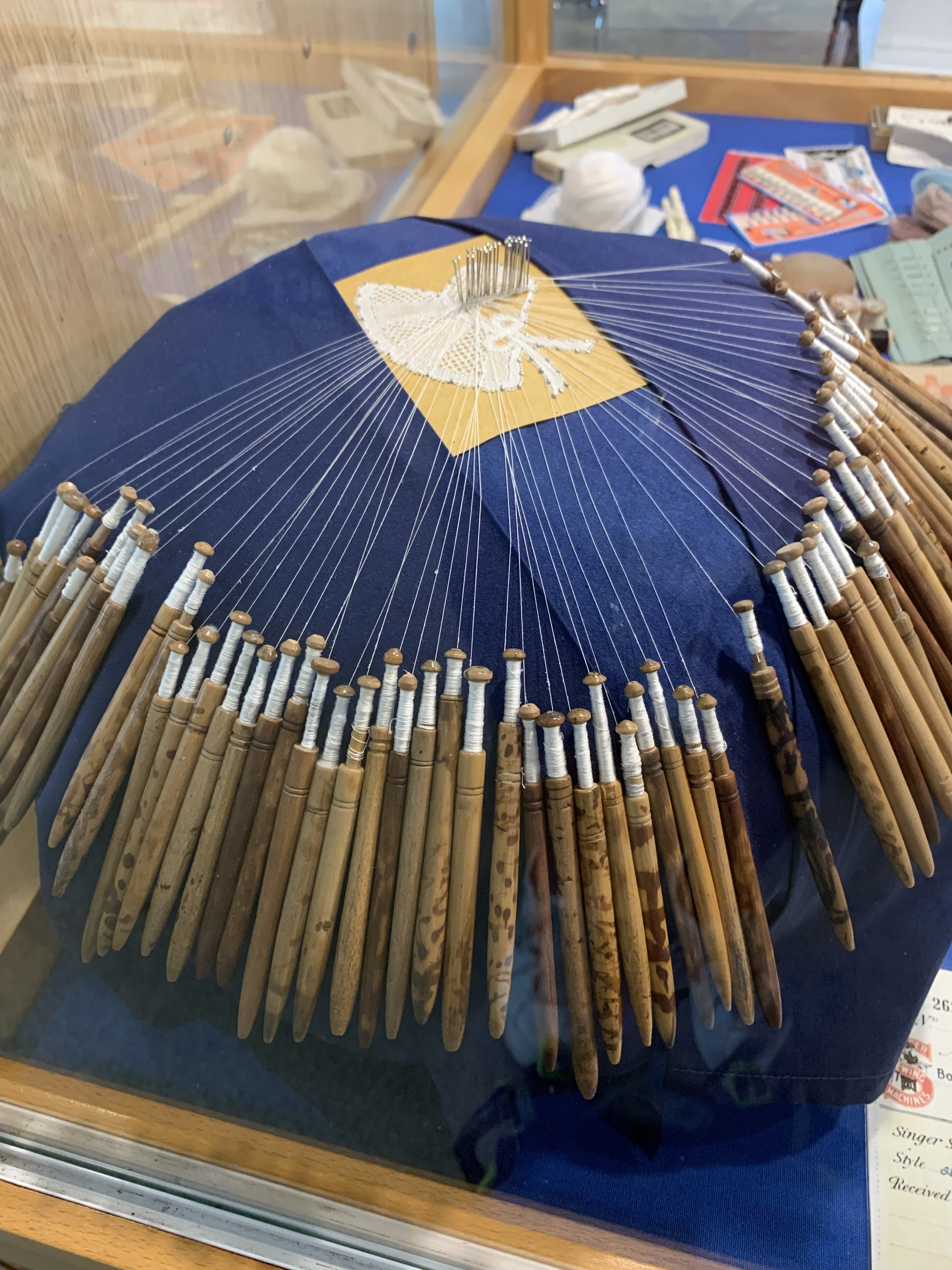
Ukázka paličkování v honitonském Allhallows Museum (2023)